# Grad Het Oude Loo
 
Het Oude Loo (nizozemska izgovorjava: [ɦɛt ˈʌudə loː]; Stari gozd) je grad iz 15. stoletja na posestvu palače Het Loo v Apeldoornu na Nizozemskem. Zgrajen je bil kot lovski grad in je obdan z jarkom. Trenutno ga uporablja nizozemska kraljeva družina kot podeželsko hišo in rezidenco za goste. Ni odprt za javnost.

## Zgodovina
Grad je bil zgrajen v 15. stoletju. Het (Oude) Loo se prvič pojavi leta 1439 kot last Uda Talholta . Udo Talholt, svetnik vojvode Gelderskega, je bil bogat in je vojvodi posodil veliko vsoto denarja. Morda je zgradil ta grad, katerega najstarejši deli so iz 15. stoletja. Beseda 'loo' , ki jo lahko zasledimo nazaj do germanščine , pomeni 'jasa v gozdu'. 
V 16. stoletju je pripadal plemičem Bentinck-om , ki so okoli leta 1540 grad povečali. Nekaj časa je bil v rokah družine D'Isendoorn à Blois, ki jo takrat najdemo tudi na bližnjem gradu Cannenburgh. V 15. stoletju je morala biti hiša zelo majhna; pravokotna stavba – sedanji sprednji trakt – z dvema okrogloma vogalnima stolpoma. Proti sredini 16. stoletja sta bila zadaj zgrajena trakta, ki sta obdajala dvorišče; prvemu gradbenemu obdobju pripada samo zadnji vogalni stolp. Na četrti strani je dvorišče zapiralo obzidje. Grad je v celoti zidan z občasno uporabo naravnega kamna.
Leta 1684 je grad in okoliško zemljo kupil Viljem III. Oranski.  Posest je odkupil od Johana Carceliusa van Ulfta za 90.000 guldnov skupaj z majhnim gradom Het Oude Loo s parkom (približno 200 hektarjev) in delež v 3000 hektarjev velikem gozdu blizu Hoog Soerena. Na tej zemlji je dal zgraditi palačo Het Loo. Dvor je grad med drugim uporabljal kot lekarno. 
V 18. stoletju je nastopil čas, ko so nasledstva povzročila, da je grad pogosto menjaval lastnika. Nekateri, kot je princ Viljem V., niso cenili Het Looja, vendar je bila velika menažerija kljub temu zgrajena iz patriotskih razlogov. Leta 1795 je Viljem V. odšel v Anglijo. Francozi so prišli in zaplenili posest hiše Orange. V Palači Het Loo in Het Oude Loo je bilo nastanjenih 3000 francoskih vojakov.
Prestol Batavske republike je Napoleon leta 1806 dodelil svojemu bratu Ludviku. Grad je prišel v roke novega kralja Ludvika Napoleona. Poleti se je kralj nastanil v Het Looju, ena prvih stvari, ki jih je naredil tukaj, je bilo zasutje jarka okoli Het Oude Looja. Kot otroku so mu napovedovali smrt zaradi utopitve in naredil je vse, da bi zmanjšal možnost za to.
Leta 1904 je nizozemska kraljica Wilhelmina dala grad in jarek obnoviti arhitektu Pierru Cuypersu. Restavriranje je po Cuypersovi smrti leta 1921 dokončal njegov sin Jos Cuypers, ki je od leta 1900 delal za očetovo mizo. Oude Loo se po obnovi skoraj ni uporabljal in zato je kmalu začel propadati. 
Leta 1968 je Kees Royaards začel novo obnovo Oude Looja, ki je uničila velik del Cuypersovega dela. Med drugim so prizidek stolpa nadomestili z vitkejšo leseno varianto, jugozahodnemu stolpu pa vrnili prvotno obliko. Po Royaardsovi smrti leta 1970 je Johannes Bernardus van Asbeck leta 1976 dokončal obnovo, večinoma v skladu z Royaardsovimi obstoječimi načrti; obnovil je tudi palačo Het Loo, jo uredil za muzej in opremil vrt v skladu z zgodovinsko krajinsko zasnovo. Grad trenutno uporablja nizozemska kraljeva družina kot podeželsko hišo in rezidenco za goste.

## Prebivalci gradu skozi zgodovino
Grad Het Oude Loo je bil v rokah družin Varick, Arnhem, Voorst, Van Rossum, Isendoorn, Stepraedt in Ulft. Številni člani teh družin so imeli v 15. in 16. stoletju velik vpliv tako v cerkvenem kot upravnem življenju Apeldoorna.
27. novembra 1684 je Stadtholder Viljem III. kupil gradič in posestvo. Do takrat je bila v gradu rimskokatoliška »skrivna cerkev«, opremljena v veliki ali viteški dvorani. Kmalu po nakupu s strani stadtholderja se je začela gradnja palače Het Loo, ker je bil Het Oude Loo premajhen, da bi sprejel princa in njegovo spremstvo.
17. avgusta 2006 sta se japonski prestolonaslednik Naruhito in njegova žena princesa Masako za nekaj časa preselila v Het Oude Loo. To jim je dala na voljo nizozemska kraljeva družina, ker je princesa zaradi psihološkega pritiska in togega bontona na japonskem dvoru padla v depresijo ali živčni zlom. V gradu sta ostala šest tednov.

21. marca 2022 je bilo objavljeno, da bo nepremičnina uporabljena za nastanitev 20-30 beguncev, ki so zapustili Ukrajino med rusko invazijo na Ukrajino leta 2022.
- Pogled od zadaj leta 1860
- Pogled od strani leta 2005
- Pogled od zadaj
- Glavni vhod
- Zemljevid pritličja

## Vrtovi
V grajskih vrtovih je ribnik s kipi, labirint iz bukovih dreves in zunanje balinišče. Vrtovi so odprti za javnost v mesecu aprilu in maju. 